# Th17
Los linfocitos Th17 (o linfocitos T helper 17) son un tipo de linfocitos T efectores diferenciados a partir linfocitos T cooperadores mediante la producción de citocinas dependiente de estímulos recibidos durante la activación de los linfocitos T cooperadores. Caracterizados por la liberación de IL-17 e IL-22.

## Diferenciación
La diferenciación de Th17 está estimulada por citocinas pro-inflamatorias producidas en respuesta a bacterias y hongos. Las células dendríticas son las productoras de citocinas como IL-6, IL-1 e IL-23. Estas citocinas también se producen en procesos de apoptosis de células infectadas con bacterias y hongos al ser ingeridas por células dendríticas.En su mantenimiento y proliferación es más importante IL-23.
Además, TGF-β (citocina antiinflamatoria) promueve desarrollo de Th17 solo cuando están presentes otros mediadores de inflamación, como IL-6 o IL-1, aunque se piensa que su acción en la diferenciación es indirecta.
En cuanto a factor de transcripción, la diferenciación depende de RORγt y STAT3. RORγt se produce gracias a IL-6 e IL-1, que actúan en cooperación. IL-6 también activa a STAT3. Mutaciones en el gen que codifica STAT3 producen el denominado Síndrome de hiper-IgE.
Existen evidencias de que el medio ambiente influye en la generación de Th17, puesto que parecen ser más abundantes en tejidos mucosos (en especial en el tubo digestivo), esto puede deberse a concentraciones locales altas de TGF-beta y otras citocinas.
El IFN-y y la IL-4 inhiben la diferenciación Th17; por tanto, las respuestas Th1 y Th2 fuertes tienden a suprimir el desarrollo Th17.

## Funciones efectoras de los linfocitos Th17
Sus funciones están orientadas a protección frente a patógenos extracelulares.
- Su principal acción se relaciona con la secreción de citocinas como IL-17, que reclutan neutrófilos a los lugares de infección. Estos neutrófilos ingieren y matan a los microbios extracelulares.
- Sirven para mantener la función normal epitelial en el intestino y la piel. En el mismo contexto, pueden ser importantes para combatir infecciones intestinales.
- Los linfocitos Th17 son también importantes en la patogenia de muchas enfermedades inflamatorias como psoriasis, artritis reumatoide, enfermedad inflamatoria intestinal y esclerosis múltiple.[3]